# NGC 6288
NGC 6288 (другие обозначения — MCG 11-21-6, ZWG 320.55, ZWG 321.8, NPM1G +68.0154, PGC 59312) — галактика в созвездии Дракон.
Этот объект входит в число перечисленных в оригинальной редакции «Нового общего каталога».